# Сильверстоун, Алисия
Али́сия Сильверсто́ун (англ. Alicia Silverstone; род. 4 октября 1976, Сан-Франциско, Калифорния, США) — американская актриса, ранее фотомодель. В начале своей карьеры снималась в музыкальных клипах на песни американской рок-группы Aerosmith.

## Ранние годы
Родилась 4 октября 1976 года в Сан-Франциско, Калифорния. Отец Сильверстоун — еврей, уроженец Восточного Лондона, мать родилась в Шотландии, перешла в иудаизм перед вступлением в брак с отцом Сильверстоун. Алисия — самая младшая из троих детей. Она также имеет единокровную сестру, лондонскую рок-певицу Кези Сильверстоун и единокровного брата, Дэвида Сильверстоуна, обоих от предыдущего брака отца.
Сильверстоун была воспитана в школе Сан-Матео, в Калифорнии. В возрасте шести лет она начала работать в качестве модели, совмещая модельный бизнес с учёбой. Впоследствии Сильверстоун стали приглашать в различные телевизионные коммерческие передачи, первой из которых стал проект «Domino’s Pizza».

## Карьера

### XX век
В 1992 году Сильверстоун появилась в серии «Road Test» сериала «Чудесные годы», где сыграла «девушку мечты» главного героя. В 1993 году Алисия получила главную роль в триллере «Увлечение», где сыграла девушку-подростка, которая намеревается разрушить жизнь взрослого мужчины, который отверг её симпатию. За эту роль Сильверстоун получила два приза на премии MTV Movie Awards 1994 года: «Лучшая злодейка» и «Открытие года».
После фильма «Увлечение» на молодую актрису обратили внимание. Алисию пригласили в клип «Cryin’» группы Aerosmith. Следом она появилась в клипах «Crazy» и «Amazing». Эти видеоклипы стали успешными, как для группы, так и для самой Сильверстоун. В 1994 году актриса появилась в телефильме Ральфа Бакши «Крутые и чокнутые». Алисия в этом фильме играла вместе с начинающим актёром Джаредом Лето.
После клипов Aerosmith на актрису обратила внимание Эми Хекерлинг, которая пригласила Сильверстоун на главную роль в свой фильм «Бестолковые» (1995). Там Алисия сыграла милую, но избалованную девушку из Беверли-Хиллз. Фильм стал хитом лета 1995 года. Его приняли критики и публика. После этого Сильверстоун подписала контракт с кинокомпанией Columbia-TriStar стоимостью 10 млн долларов США. На премии MTV Movie Awards 1996 года она получила призы в номинациях «Лучшая женская роль» и «Самая желанная женщина». В этом же году у актрисы вышло ещё несколько фильмов, но успеха они не имели. Это были — французский фильм «Новый Свет», «Убежище» по книге Дина Кунца и триллер «Няня».
В 1997 году Алисия Сильверстоун снялась в роли Бэтгёрл в провальном фильме «Бэтмен и Робин». На антипремии «Золотая малина» фильм получил 11 номинаций, однако по итогу взял только одну награду. Приз достался Сильверстоун в номинации «Худшая женская роль второго плана». Другой неудачей этого года для актрисы стал фильм «Лишний багаж», который был продюсерским проектом самой Сильверстоун. За роль в этом фильме на «Золотой малине» актриса получила номинацию «Худшая женская роль». Попутно в это время Сильверстоун критиковали в прессе из-за прибавления в весе. В 1999 году вышел фильм «Взрыв из прошлого», где Сильверстоун играла вместе с Бренданом Фрейзером.

### XXI век

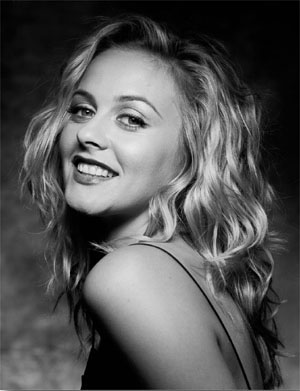
Сильверстоун в 2005 году

В 2000 году Сильверстоун появилась у Кеннета Брана в фильме «Тщетные усилия любви», адаптации одноимённой комедии Шекспира, по сценарию которого актриса должна была петь и танцевать. Фильм получил ограниченный прокат. Далее сыграла басистку рок-группы в фильме «Полный беспредел» (2002). В 2003 году появилась в главной роли в фильме «Хуже не бывает». В этом же году появилась в главной роли в комедийно-драматическом телесериале канала NBC «Сваха». Сериал отменили, не успев показать всех отснятых серий. Тем не менее, актриса получила за него номинацию на «Золотой глобус» в категории «Лучшая женская роль в комедийном сериале».
В 2004 году Сильверстоун сыграла репортёра в «Скуби-Ду 2: Монстры на свободе». Фильм имел успех в прокате, хотя был плохо принят критиками. В 2005 году появилась в фильме «Салон красоты», спин-оффе серии фильмов «Парикмахерская». В 2006 году исполнила главную роль в «Громобое», который выступил неудачно в прокате. В «Солдатах неудачи» (2008) появилась в небольшой роли самой себя.
В 2011 году у Сильверстоун были роли в таких фильмах как «Домашняя работа» и «Как по маслу». В 2012 году Алисия сыграла главную роль в фильме «Вампирши». Фильм поставила Эми Хекерлинг, которая ранее сняла «Бестолковых». Далее появлялась в фильмах, которых выходили сразу на видео или распространялись через сервисы по запросу. В 2016 году сыграла в чёрной комедии «Женская драка». В 2017 году появилась в фильме «Убийство священного оленя», который попал в основную программу Каннского кинофестиваля, а в «Дневнике слабака 4» сыграла маму главного героя. В 2018 году появилась в комедии «Книжный клуб», а в 2019 году в триллере «Сторожка».
В 2023 году Сильверстоун получила номинацию «Худшая женская роль» на «Золотой малине» за фильм «Тропический шторм». В этом же году на стриминговой платформе Netflix вышел фильм «Рептилии», где она снялась с Бенисио дель Торо и Джастином Тимберлейком.

## Личная жизнь

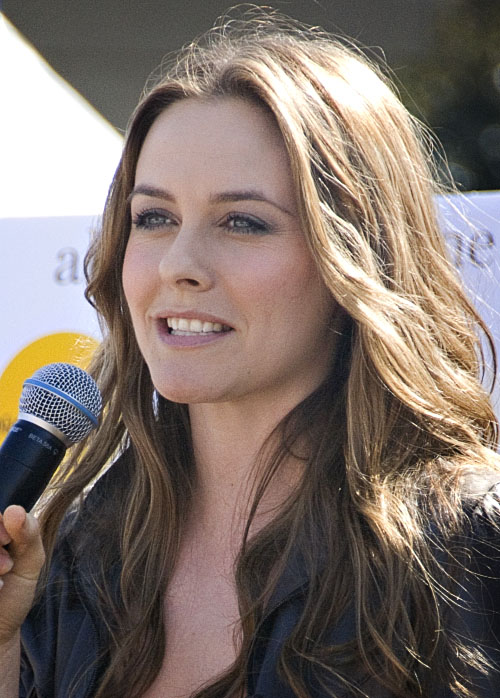
Сильверстоун в 2010 году

11 июня 2005 года Сильверстоун вышла замуж за своего давнего друга Кристофера Джареки, солиста группы S.T.U.N. Церемония состоялась на озере Тахо. Пара жила вместе восемь лет до того, как поженилась. Сильверстоун отметила, что чувствует себя «действительно счастливой» в браке с Кристофером. 5 мая 2011 года Алисия родила сына Беара Блю Джареки. 25 мая 2018 года Сильверстоун подала на развод с Джареки после почти 13-ти лет брака и 20 лет совместной жизни в целом.
Актриса также известна своим активным участием в защите прав животных и как верная строгая вегетарианка (точнее — веган). В 2004 году Сильверстоун была признана организацией «РЕТА» самой сексуальной вегетарианкой. На другом этапе её активного участия в общественной деятельности Алисия посетила Южную Центральную Ферму в Лос-Анджелесе, чтобы поддержать сообщество.
В августе 2012 года Алисия Сильверстоун написала письмо Владимиру Путину в защиту одной из участниц группы Pussy Riot — Марии Алёхиной. Сильверстоун попросила обеспечить ей вегетарианскую (веганскую) диету — без мяса и других животных продуктов.
Сильверстоун владеет французским языком.

## Фильмография
| Год       |    | Русское название                      | Оригинальное название               | Роль                     |
| --------- | -- | ------------------------------------- | ----------------------------------- | ------------------------ |
| 1992      | с  | Чудесные годы                         | The Wonder Years                    | Джессика                 |
| 1993      | ф  | Увлечение                             | The Crush                           | Эдриан Форрестер         |
| 1993      | тф | Песнь любви: пламя и страсть          | Torch Song                          | Делфин                   |
| 1993      | тф | Разбитые мечты                        | Scattered Dreams                    | Филлис Мессенджер        |
| 1994      | тф | Крутые и чокнутые                     | Cool and the Crazy                  | Рослин                   |
| 1995      | ф  | Новый Свет                            | Le Nouveau monde                    | Труди Уодд               |
| 1995      | ф  | Убежище                               | Hideaway                            | Реджина Харрисон         |
| 1995      | ф  | Бестолковые                           | Clueless                            | Шер Хоровиц              |
| 1995      | ф  | Няня                                  | The Babysitter                      | Дженнифер                |
| 1996      | ф  | Истинное преступление                 | True Crime                          | Мэри Джордано            |
| 1997      | ф  | Бэтмен и Робин                        | Batman & Robin                      | Барбара Уилсон / Бэтгёрл |
| 1997      | ф  | Лишний багаж                          | Excess Baggage                      | Эмили Хоуп               |
| 1999      | ф  | Взрыв из прошлого                     | Blast from the Past                 | Ева Рустикова            |
| 2000      | ф  | Тщетные усилия любви                  | Love’s Labour’s Lost                | Принцесса                |
| 2001—2003 | мс | Сообразительная Шэрон                 | Braceface                           | Шарон Спиц               |
| 2002      | ф  | Полный беспредел                      | Global Heresy                       | Натали Бевин             |
| 2003      | ф  | Хуже не бывает                        | Scorched                            | Шейла Райло              |
| 2003      | с  | Сваха                                 | Miss Match                          | Кейт Фокс                |
| 2004      | ф  | Скуби-Ду 2: Монстры на свободе        | Scooby Doo 2: Monsters Unleashed    | Хитер                    |
| 2004      | ки | Scooby Doo 2: Monsters Unleashed      | Scooby Doo 2: Monsters Unleashed    | Хитер                    |
| 2005      | ф  | Салон красоты                         | Beauty Shop                         | Линн                     |
| 2005      | ф  | Тишина становится тобой               | Silence Becomes You                 | Вайолет                  |
| 2005      | тф |                                       | Queen B                             | Беатрис                  |
| 2006      | ф  | Громобой                              | Stormbreaker                        | Джек Старбрайт           |
| 2006      | тф | Свечи на Бей стрит                    | Candles on Bay Street               | Ди Ди                    |
| 2006      | тф | Розовый воротничок                    | Pink Collar                         | Хейден Флинн             |
| 2007      | с  | Столик для одиноких                   | The Singles Table                   | Джорджия                 |
| 2008      | ф  | Солдаты неудачи                       | Tropic Thunder                      | играет себя              |
| 2008      | тф | Дневник плохой мамаши                 | Bad Mother’s Handbook               | Карен                    |
| 2011      | ф  | Домашняя работа                       | The Art of Getting By               | мисс Херман              |
| 2011      | ф  | Как по маслу                          | Butter                              | Джилл Эммет              |
| 2011      | с  | Дэцкая больница                       | Childrens Hospital                  | Келли                    |
| 2012      | ф  | Вампирши                              | Vamps                               | Гуди                     |
| 2012      | с  | Пригород                              | Suburgatory                         | Иден                     |
| 2013      | ф  | Оторвы                                | Ass Backwards                       | Лорел                    |
| 2013      | ф  | Игры богов                            | Gods Behaving Badly                 | Кейт                     |
| 2014      | ф  | Иисус в ковбойских ботинках           | Angels in Stardust                  | Тамми                    |
| 2014      | мф | Белка и Стрелка. Звёздные собаки      | Space Dogs                          | Белка                    |
| 2014      | мф | Переполох в джунглях                  | Jungle Shuffle                      | Саша                     |
| 2016      | ф  | Королевская кобра                     | King Cobra                          | Джанетт Локхарт          |
| 2016      | ф  | Женская драка                         | Catfight                            | Лиза                     |
| 2016      | ф  | Имущество с хвостом                   | Who Gets the Dog?                   | Оливия                   |
| 2017      | ф  | Дневник слабака 4: Долгое путешествие | Diary of a Wimpy Kid: The Long Haul | Сьюзан Хеффли            |
| 2017      | ф  | Убийство священного оленя             | The Killing of a Sacred Deer        | мать Мартина             |
| 2017      | ф  | Долина грешников                      | The Tribes of Palos Verdes          | Ава                      |
| 2018      | ф  | Книжный клуб                          | Book Club                           | Джилл                    |
| 2018      | с  | Американка                            | American Woman                      | Бонни Нолан              |
| 2019      | ф  | Сторожка                              | The Lodge                           | Лора Холл                |
| 2020      | ф  | Плохая терапия                        | Bad Therapy                         | Сьюзан Ховард            |
| 2020      | ф  | Девушка из долины                     | Valley Girl                         | взрослая Джули Ричман    |
| 2020      | ф  | Сестра жениха                         | Sister of the Groom                 | Одри                     |
| 2020—2021 | с  | Клуб нянь                             | The Baby-Sitters Club               | Элизабет Томас-Брюер     |
| 2021      | ф  | Последние выжившие                    | Last Survivors                      | Генриетта                |
| 2021      | мс | Властелины вселенной: Откровение      | Masters of the Universe: Revelation | королева Марлена         |
| 2022      | ф  | Тропический шторм                     | The Requin                          | Джелин                   |
| 2022      | ф  | Выпускной класс                       | Senior Year                         | Дианна Руссо             |
| 2022      | с  | Американские истории ужасов           | American Horror Stories             | Эрин                     |
| 2023      | ф  | Проклятое наследие                    | Perpetrator                         | Хильди                   |
| 2023      | ф  | Рептилии                              | Reptile                             | Джуди Николс             |
| 2024      | ф  | Дурдом                                | Krazy House                         | Ева Кристиан             |
| 2024      | ф  | Миллениум                             | Y2K                                 | Робин                    |
| 2024      | мф | Пушистый вояж                         | Gracie & Pedro: Pets to the Rescue  | Сисси-Крисси             |
| 2025      | ф  | Горячая штучка                        | Pretty Thing                        | Софи                     |
| 2025      | ф  | Бугония                               | Bugonia                             |                          |

Видеоклипы
- 1993 — Aerosmith — «Cryin’»
- 1993 — Aerosmith — «Amazing»
- 1994 — Aerosmith — «Crazy»
- 2009 — Rob Thomas — «Her Diamonds»
- 2011 — Beastie Boys — «Fight for Your Right Revisited»

## Награды и номинации
| Награды и номинации                 | Награды и номинации | Награды и номинации                                          | Награды и номинации   | Награды и номинации |
| Награда                             | Год                 | Категория                                                    | Фильм                 | Итог                |
| ----------------------------------- | ------------------- | ------------------------------------------------------------ | --------------------- | ------------------- |
| American Comedy Awards              | 1996                | Самая смешная актриса (главная роль)                         | Бестолковые           | Награда             |
| Blockbuster Entertainment Awards    | 1996                | Прорыв — актриса                                             | Бестолковые           | Награда             |
| Blockbuster Entertainment Awards    | 1998                | Любимая актриса второго плана (фантастический фильм)         | Бэтмен и Робин        | Номинация           |
| Дневная премия Эмми                 | 2002                | Лучший актёр в мультфильме                                   | Сообразительная Шэрон | Номинация           |
| Genesis Awards                      | 2004                | Детский телесериал                                           | Сообразительная Шэрон | Награда             |
| Золотой глобус                      | 2004                | Лучшая женская роль — комедия или мюзикл                     | Сваха                 | Номинация           |
| Kids’ Choice Awards                 | 1996                | Любимая актриса                                              | Бестолковые           | Номинация           |
| Kids’ Choice Awards                 | 1998                | Любимая актриса                                              | Бэтмен и Робин        | Награда             |
| MTV Movie Awards                    | 1994                | Самая желанная женщина                                       | Увлечение             | Номинация           |
| MTV Movie Awards                    | 1994                | Лучший отрицательный герой                                   | Увлечение             | Награда             |
| MTV Movie Awards                    | 1994                | Лучший дебют                                                 | Увлечение             | Награда             |
| MTV Movie Awards                    | 1996                | Лучшая комедийная роль                                       | Бестолковые           | Номинация           |
| MTV Movie Awards                    | 1996                | Самая желанная женщина                                       | Бестолковые           | Награда             |
| MTV Movie Awards                    | 1996                | Лучшая женская роль                                          | Бестолковые           | Награда             |
| Национальный совет кинокритиков США | 1995                | Лучший дебютант                                              | Бестолковые           | Награда             |
| Золотая малина                      | 1998                | Худшая женская роль                                          | Лишний багаж          | Номинация           |
| Золотая малина                      | 1998                | Худшая женская роль второго плана                            | Бэтмен и Робин        | Награда             |
| Спутниковая награда                 | 2004                | Лучшая женская роль (сериал, комедия или мюзикл)             | Сваха                 | Номинация           |
| Молодой актёр                       | 1994                | Лучшая молодая актриса в главной роли (драма)                | Увлечение             | Номинация           |
| Молодой актёр                       | 1996                | Лучшая молодая актриса в главной роли (художественный фильм) | Бестолковые           | Номинация           |
| Молодой Голливуд                    | 2004                | Горячие крутые опытные артисты                               |                       | Награда             |